# Filiolus baratovi
Filiolus baratovi is een vliegensoort uit de familie van de roofvliegen (Asilidae). De wetenschappelijke naam van de soort is voor het eerst geldig gepubliceerd in 1995 door Pavel Andreevich Lehr.